# Lumes
Lumes és un municipi francès situat al departament de les Ardenes i a la regió del Gran Est. L'any 2007 tenia 1.133 habitants.

## Demografia

### Població
El 2007 la població de fet de Lumes era de 1.133 persones. Hi havia 457 famílies de les quals 101 eren unipersonals (36 homes vivint sols i 65 dones vivint soles), 162 parelles sense fills, 158 parelles amb fills i 36 famílies monoparentals amb fills.
La població ha evolucionat segons el següent gràfic:
Habitants censats

### Habitatges
El 2007 hi havia 477 habitatges, 460 eren l'habitatge principal de la família, 6 eren segones residències i 11 estaven desocupats. 469 eren cases i 7 eren apartaments. Dels 460 habitatges principals, 330 estaven ocupats pels seus propietaris, 127 estaven llogats i ocupats pels llogaters i 2 estaven cedits a títol gratuït; 6 tenien dues cambres, 67 en tenien tres, 165 en tenien quatre i 222 en tenien cinc o més. 379 habitatges disposaven pel capbaix d'una plaça de pàrquing. A 201 habitatges hi havia un automòbil i a 213 n'hi havia dos o més.

### Piràmide de població
La piràmide de població per edats i sexe el 2009 era:
| Homes | Edats   | Dones |
| ----- | ------- | ----- |
| 0     | 95 o +  | 0     |
| 0     | 90 a 94 | 0     |
| 4     | 85 a 89 | 4     |
| 0     | 80 a 84 | 8     |
| 8     | 75 a 79 | 20    |
| 28    | 70 a 74 | 8     |
| 16    | 65 a 69 | 24    |
| 36    | 60 a 64 | 28    |
| 28    | 55 a 59 | 32    |
| 36    | 50 a 54 | 32    |
| 68    | 45 a 49 | 60    |
| 60    | 40 a 44 | 84    |
| 48    | 35 a 39 | 48    |
| 40    | 30 a 34 | 48    |
| 36    | 25 a 29 | 20    |
| 28    | 20 a 24 | 4     |
| 56    | 15 a 19 | 48    |
| 52    | 10 a 14 | 60    |
| 48    | 5 a 9   | 40    |
| 20    | 0 a 4   | 48    |

## Economia
El 2007 la població en edat de treballar era de 751 persones, 542 eren actives i 209 eren inactives. De les 542 persones actives 499 estaven ocupades (261 homes i 238 dones) i 42 estaven aturades (19 homes i 23 dones). De les 209 persones inactives 93 estaven jubilades, 62 estaven estudiant i 54 estaven classificades com a «altres inactius».

### Ingressos
El 2009 a Lumes hi havia 459 unitats fiscals que integraven 1.155 persones, la mediana anual d'ingressos fiscals per persona era de 17.818 €.

### Activitats econòmiques
Dels 33 establiments que hi havia el 2007, 2 eren d'empreses extractives, 1 d'una empresa alimentària, 1 d'una empresa de fabricació d'altres productes industrials, 5 d'empreses de construcció, 8 d'empreses de comerç i reparació d'automòbils, 4 d'empreses de transport, 4 d'empreses d'hostatgeria i restauració, 2 d'empreses immobiliàries, 1 d'una empresa de serveis, 1 d'una entitat de l'administració pública i 4 d'empreses classificades com a «altres activitats de serveis».
Dels 6 establiments de servei als particulars que hi havia el 2009, 1 era una oficina de correu, 1 paleta, 1 electricista, 1 perruqueria, 1 restaurant i 1 saló de bellesa.
Dels 3 establiments comercials que hi havia el 2009, 1 era una botiga de menys de 120 m², 1 una botiga de material de revestiment de parets i terra i 1 una joieria.

## Equipaments sanitaris i escolars
El 2009 hi havia una escola elemental.

## Poblacions més properes
El següent diagrama mostra les poblacions més properes.